# 夏威夷火山國家公園

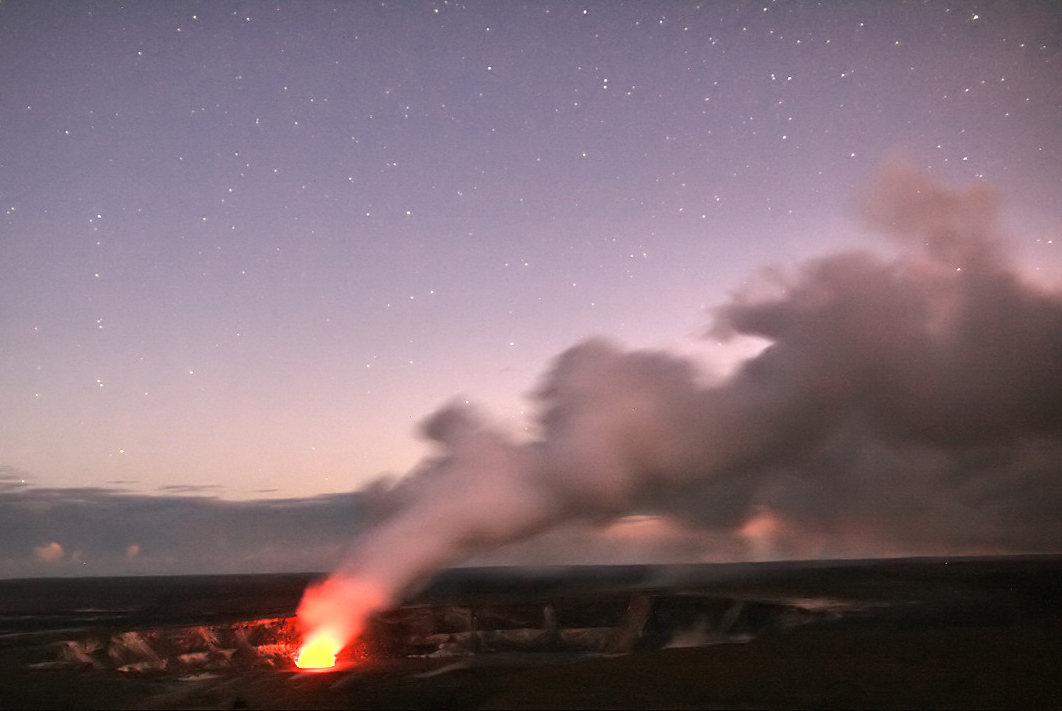
Halemaʻumaʻu的岩浆喷发

夏威夷火山國家公園（英語：Hawaiʻi Volcanoes National Park），成立於1916年8月1日。那裡展示了數以十萬年計的火山活動，地殼移動，與及獨有的生態演化。該區擁有由海面至全球其中一個最巨大的活火山山峰（冒納羅亞火山，海拔4,169公尺），地貌變化豐富。基拉韋厄峰是世界其中一個最活躍的火山，科學家可以基拉韋厄峰的活動中探究夏威夷諸島的誕生過程與及地貌的變化。
該區超過一半面績被劃為野生地區，遊人可以露營或遠足。為了宣傳該區的自然科學價值，該區於1980年加入為生物圈保護區，於1987年加入世界遺產。在2012年，夏威夷火山國家公園很榮幸被做為美國的第14屆美国美丽国家公园25美分纪念币系列。

## 環境

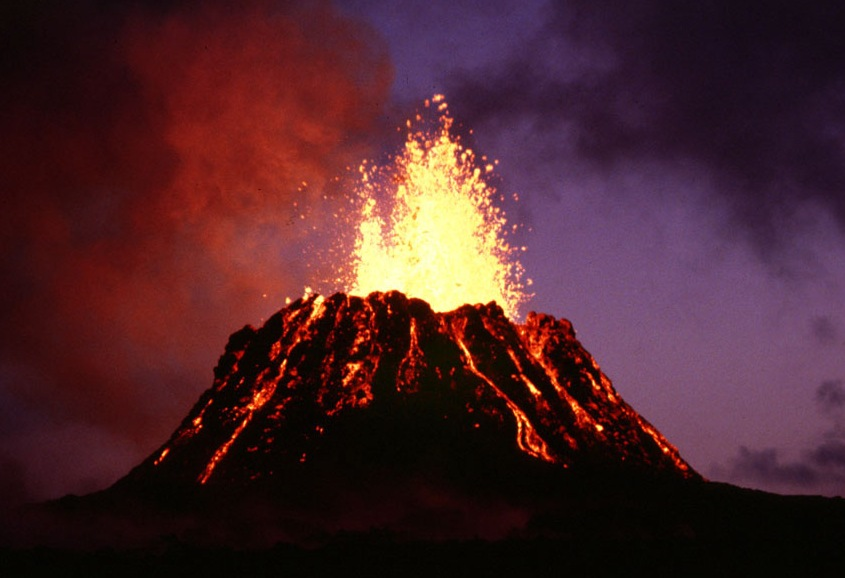
Puʻu ʻŌʻō火山口的喷发

該公園包括323,431英畝（505.36平方英里；1,308.88平方）的土地。 超過一半的公園被指定為夏威夷火山荒野地區，並提供不尋常的徒步旅行和露營的機會。 該公園包括不同的環境，從海平面到地球上最龐大的活火山冒纳罗亚火山（Mauna Loa）的頂峰，高達13,677英尺（4,169）。 氣候範圍從鬱鬱蔥蔥的熱帶雨林到干旱貧瘠的卡蘇沙漠（Kaʻū Desert）。
活躍爆發地點包括基拉韋厄火山的主要火山口以及更為活躍但遙遠的名叫普奧火山的火山口。
公園正門在夏威夷帶路（Hawaii Belt Road）上。 顧名思義，火山口路鏈將經過歷史性火山噴發到海岸的幾個火山坑。 它曾經繼續到Kalapana鎮附近的公園的另一個入口，但那部分現在被熔岩流覆蓋。

## 外部連結
- 攝影旅者：夏威夷火山國家公園 （页面存档备份，存于）
- （英文）美國國家公園管理處──夏威夷火山國家公園 （页面存档备份，存于）
- 图片 （页面存档备份，存于）